# Potok

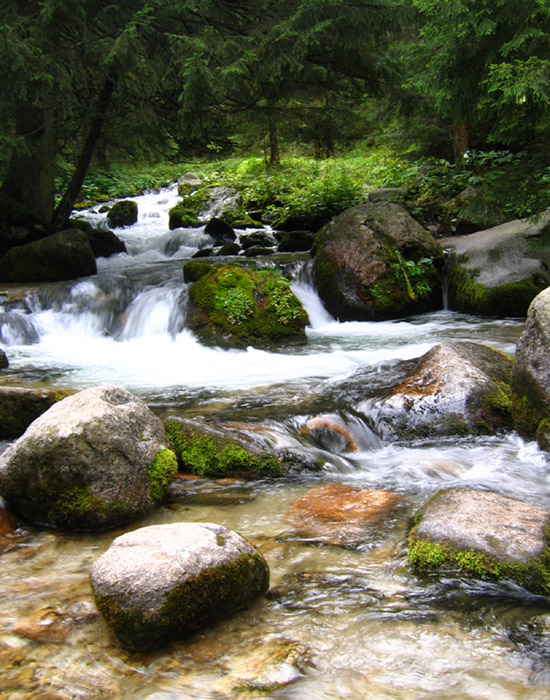
Potok w Tatrach

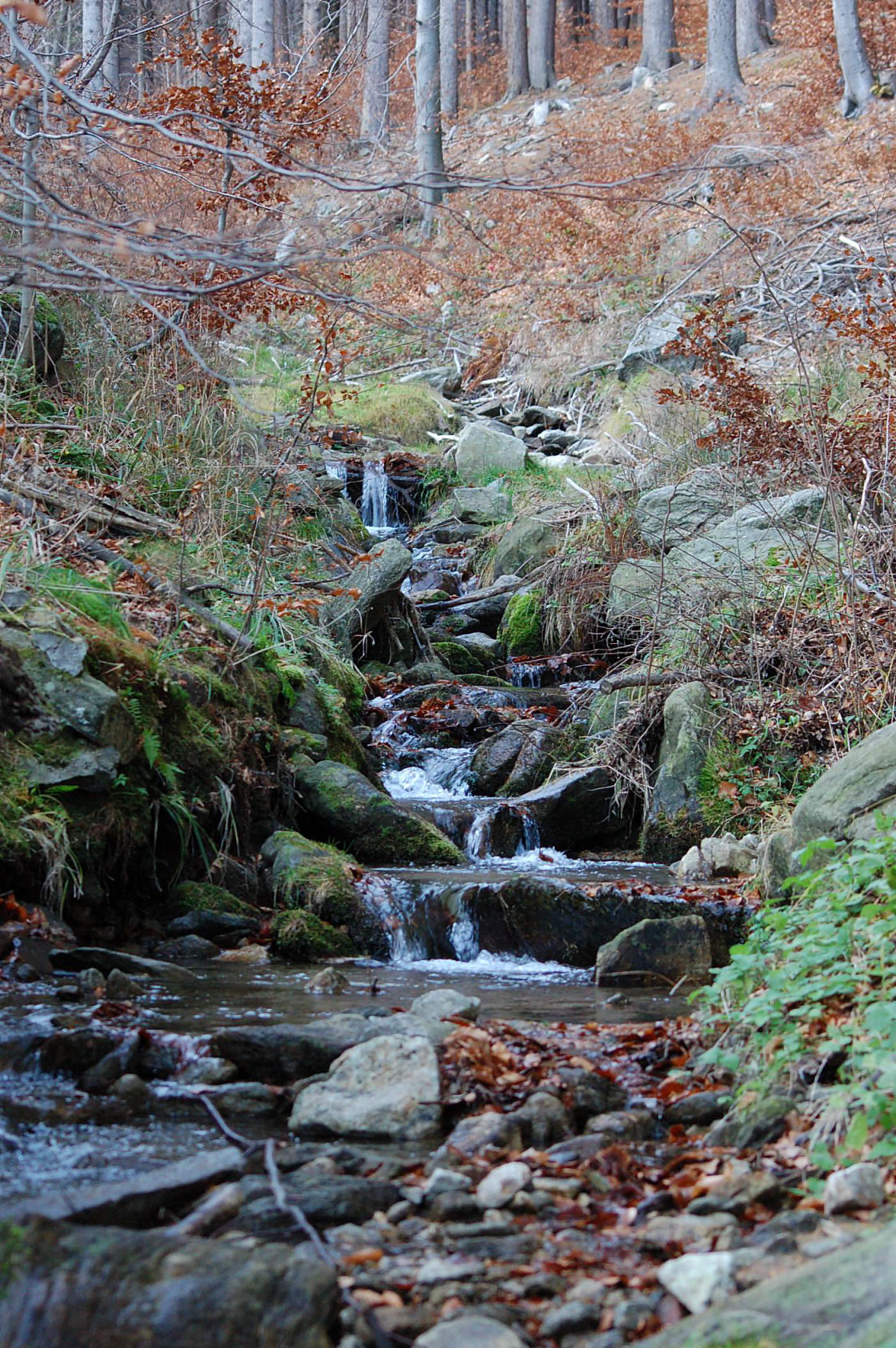
Potok w Sudetach

Potok (ritral, rhitral) – niewielki ciek o wartkim nurcie, płynący w terenie o znacznych deniwelacjach. Należy do wód płynących w korycie, które zwykle wyerodowało w skałach. W Polsce potokami nazywa się przeważnie cieki płynące na terenach gór i wyżyn. Na terenach nizinnych i pojeziernych w odniesieniu do niewielkich cieków stosuje się raczej termin strumień.
Cechami potoków są:
- duże spadki koryt (zwierciadła wody)
  - w potokach płynących na wyżynach od 5‰ do 10‰;
  - w potokach górskich od 5‰ do 30‰;
  - w potokach wysokogórskich nawet powyżej 80‰.
- burzliwy nurt[1].

Zlewnia potoku nie przekracza zazwyczaj 100 km². Podłoże w potokach wysokogórskich stanowią lite skały, niżej głazy, następnie kamienie przemieszane ze żwirem, a jeszcze niżej żwir i wreszcie piasek i muł.
Słowo potok występuje także w nazwach własnych cieków, np. Rybi Potok.

## Organizmy charakterystyczne
- widelnice (Plecoptera)
- wiele gatunków chruścików (Trichoptera), m.in. z rodzajów: Rhyacophila, Allogamus, Potamophylax, Drusus i Philopotamus(inne języki)
- jętki (Ephemeroptera)
- niektóre ślimaki (Gastropoda)
- meszkowate (Simuliidae)
- muchówki ochotkowate (Chironomidae)
- larwy Blepharoceridae i Deuterophlebidae

Gromadzi się detrytus pochodzenia autochtonicznego i allochtonicznego oraz seston.
W szybko płynących niewielkich ciekach nie występuje plankton, jedynie bentos i peryfiton.